# Asthenosoma
Asthenosoma is een geslacht van zee-egels uit de familie Echinothuriidae. De stekels van deze zee-egels zijn bedekt met giftige bolletjes.

## Soorten
- Asthenosoma dilatatum Mortensen, 1934
- Asthenosoma ijimai Yoshiwara, 1897
- Asthenosoma intermedium H.L. Clark, 1938
- Asthenosoma marisrubri Weinberg & De Ridder, 1998
- Asthenosoma periculosum Endean, 1964
- Asthenosoma striatissimum Ravn, 1928 †
- Asthenosoma varium Grube, 1868

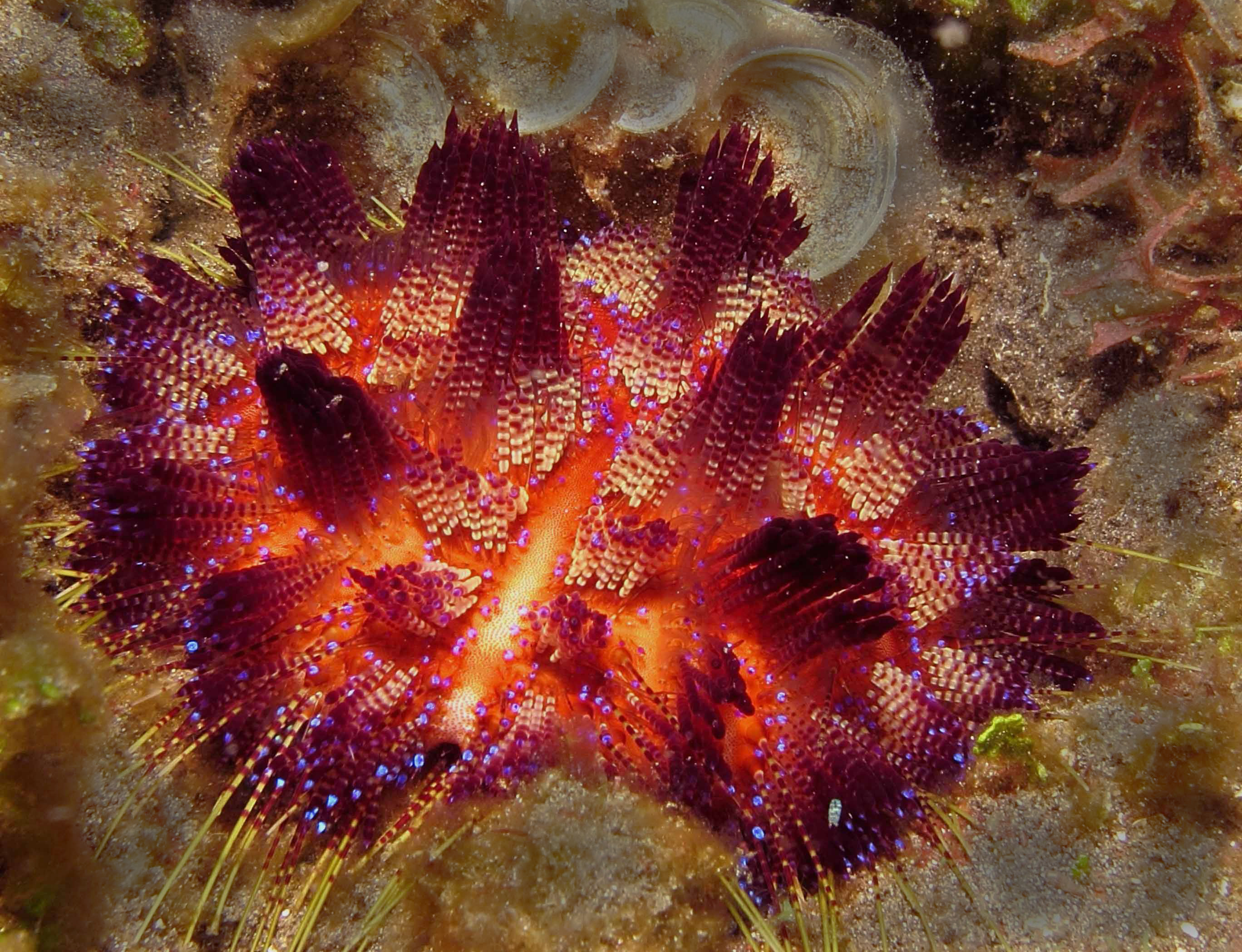
Asthenosoma varium
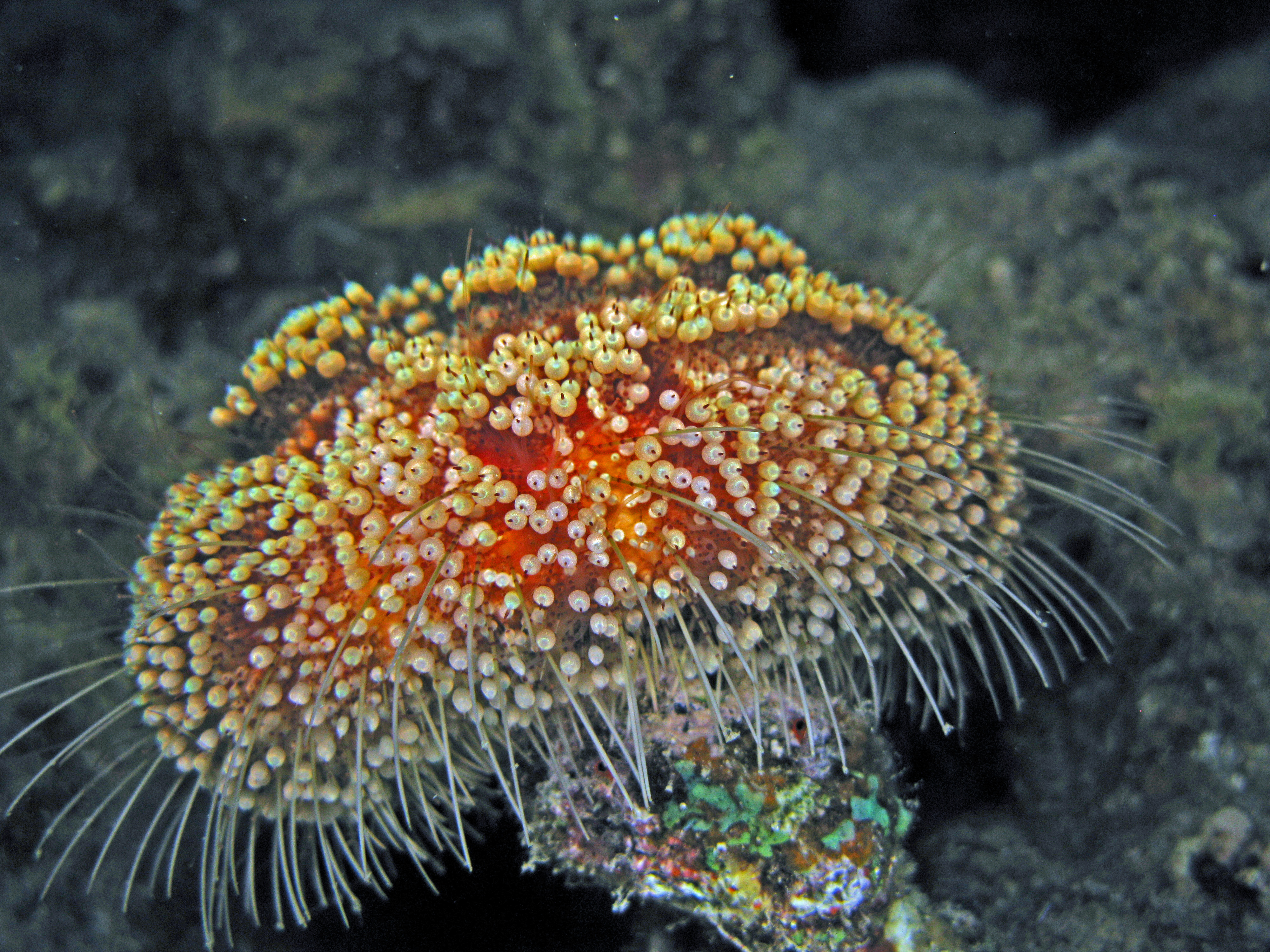
Asthenosoma marisrubri